# Kinder- und Jugendsportschule (DDR)
Die Kinder- und Jugendsportschulen (KJS) der DDR waren Spezialschulen für sportlich talentierte Kinder und Jugendliche für ausgewählte Sportarten zur Vorbereitung auf internationale Erfolge. Aus ihnen ging ein Großteil der Teilnehmer an den Olympischen Spielen und anderen internationalen Wettkämpfen, wie z. B. Welt- und Europameisterschaften, hervor. Wer in einer KJS aufgenommen werden wollte, musste einen Sichtungs- und Eignungstest (genannt Einheitliche Sichtung und Auswahl) absolvieren.

## Entstehung
Kurz nach der Gründung der DDR hat die politische Führung die Wechselwirkungen zwischen Leistungssport und dem Sport von Kindern und Jugendlichen erkannt und als Grundlage des Leistungssports angesehen. Die Erfahrungen, die der sowjetische Sport mit seinen in den 1930er Jahren eingeführten KJS gemacht hatte, waren die Grundlage für die Einführung der KJS in der DDR.
Der Ministerrat der DDR beschloss auf der Grundlage des Gesetzes vom 8. Februar 1950 über die Teilnahme der Jugend am Aufbau der Deutschen Demokratischen Republik und die Förderung der Jugend in Schule und Beruf, bei Sport und Erholung, ein weitreichendes Programm zur Entwicklung des Sports in der DDR. Bezogen auf den Leistungssport fällte das Zentralkomitee der SED auf seiner 5. Tagung im Jahre 1951 eine politische Entscheidung zur Gründung von Spezialschulen. In diesen sollten talentierten Kindern und Jugendlichen die Möglichkeit gegeben werden, sich zu erfolgreichen Leistungssportlern zu entwickeln. Damit waren die Weichen für die Bildung von Kinder- und Jugendsportschulen gestellt. Grundlage für die Entstehung der Sportschulen war ein Beschluss des Zentralkomitees der Sozialistischen Einheitspartei Deutschlands (ZK des SED) vom 16. März 1951, wonach für sportbegabte Kinder ab 14 Jahren Jugendsportschulen zu errichten seien. „An diesen wird der allgemeine Schulunterricht durchgeführt, jedoch wird der körperlichen Erziehung ein weitaus breiterer Rahmen eingeräumt“, hieß damals der konkrete Auftrag.
Vom 29. August 1952 Die Körpererziehung ist ein grundlegender Bestandteil der demokratischen Erziehung. Sie trägt entscheidend dazu bei, daß unsere Kinder und Jugendlichen zu körperlich und geistig gesunden Menschen herangebildet werden. Bei der Erziehung der Jugend zu allseitig entwickelten Persönlichkeiten, die fähig und bereit sind, den Sozialismus aufzubauen und die Errungenschaften der Werktätigen bis zum äußersten zu verteidigen, ist der Entwicklung eines qualifizierten Nachwuchses für Körperkultur und Sport besondere Aufmerksamkeit zu schenken. Zu diesem Zweck werden Kindersportschulen eingerichtet. Sie sollen besonders befähigte Kader für die demokratische Sportbewegung entwickeln und dienen der Forschung auf dem Gebiete der Körpererziehung. Nach dem Besuch der Kindersportschule können sich die Jugendlichen zum Übungsleiter oder zum Leistungssportler qualifizieren.
Im Einvernehmen mit dem Ministerium für Gesundheitswesen und dem Staatlichen Komitee für Körperkultur und Sport wird daher angeordnet:
§ 1 Mit Beginn des Schuljahres 1952/53 sind in folgenden Orten Kindersportschulen einzurichten: 1. Berlin 3. Leipzig 2. Halberstadt 4. Brandenburg (Havel).
§ 2
(1) Die Kindersportschulen sind vollausgebaute Grundschulen, in denen vom 5. Schuljahr an der Unterricht in Körpererziehung eine besondere Förderung erfährt und in verstärktem Umfang von qualifizierten Lehrern für Körpererziehung durchgeführt wird.
(2) Für die Auswahl und Betreuung der Kinder nach ärztlichen Gesichtspunkten werden vom Ministerium für Gesundheitswesen entsprechende Richtlinien herausgegeben.
§ 3
(1) Die Einschulung an den Kindersportschulen erfolgt nach den gesetzlichen Bestimmungen. Vom 5. Schuljahr ab werden die Kinder mehrerer Schulen zusammengefaßt, deren Leistungen dem besonderen Charakter dieser Schule entsprechen.
(2) Der Eintritt in die Kindersportschule ist freiwillig und erfordert das Einverständnis der Erziehungsberechtigten.
(3) Die Lehrerkonferenz schlägt geeignete Schüler des 4. Schuljahres vor. Die Zulassung erfolgt auf Grund der Gutachten des Sportarztes und des Lehrers für Körpererziehung durch die Abteilung Volksbildung beim Rat des Kreises.
(4) Aus pädagogischen oder ärztlichen Gründen oder auf Antrag des Erziehungsberechtigten kann eine Überweisung an eine andere Schule erfolgen.
§ 4
(1) Mit den Vorbereitungen dieser Schulen werden die Abteilungen für Volksbildung bei den Räten der Kreise unter Anleitung der Abteilungen für Volksbildung und Gesundheitswesen bei den Räten der betreffenden Bezirke beauftragt.
(2) Die Vorbereitungen zur Schaffung der pädagogischen und materiellen Voraussetzungen sind in enger Zusammenarbeit mit den Abteilungen für Volksbildung und Gesundheitswesen in den Städten, dem Kreiskomitee für Körperkultur und Sport und der Kreisleitung der Freien Deutschen Jugend, Abteilung Junge Pioniere und Schulen, zu treffen.
Diese Anordnung tritt mit ihrer Verkündung in Kraft.
Berlin, den 29. August 1952 Ministerium für Volksbildung L a a b s Staatssekretär
Um sich am Vorbild der UdSSR zu orientieren, wurde eine Informationsreise durchgeführt. Bei den Olympischen Spielen 1952 in Helsinki kam eine Mehrzahl der erfolgreichen sowjetischen Teilnehmer aus den KJS des Landes. Positive und negative Momente abwägend entschied man sich dafür, in der DDR die KJS als allgemeinbildende Schulen mit einem verstärkten Sportunterricht aufzubauen. Sie vereinigten in ihrer Struktur Grund- und Oberschule und unterschieden sich so wesentlich von den Sportschulen in der UdSSR. Im Gegensatz zur UdSSR vereinigten die KJS den schulischen Unterricht und die sportliche Ausbildung an einem Standort. Die theoretische Grundlage hatte Günter Thieß gelegt, der den Theorien von Iwan Pawlow skeptisch gegenüberstand, weil er die Rolle der Begabung vernachlässigt habe. Bei der Aufnahme in die Sportschule sollte auch angeborenes Talent vorhanden sein. Die ersten KJS der DDR wurden mit dem Schuljahr 1952/1953 durch das Ministerium für Volksbildung in Zusammenarbeit mit dem DTSB geschaffen. Sie waren in Berlin, Brandenburg an der Havel, Halberstadt und Leipzig beheimatet. Die Eröffnung der Sportschulen am 1. September 1952 durch den stellvertretenden Ministerpräsident Walter Ulbricht unterstreicht den Stellenwert dieser Einrichtungen für die politische Führung der DDR.
Mit dem Schuljahr 1953/1954 existierten acht Schulen, 1959 waren es dann 23. Anfangs waren die KJS als Schulen mit erweitertem Sportunterricht konzipiert, der sowohl im Fach Körpererziehung (insgesamt drei bis vier Wochenstunden) als auch als zweistündiges wöchentliches Training durchgeführt wurde. Im Mittelpunkt standen die Sportarten Gerätturnen und Gymnastik, Leichtathletik, Schwimmen und Wasserspringen sowie die Sportspiele. Aufgenommen wurde
- nach sportlichen Leistungen,
- Schüler, die das Abitur schaffen konnten,
- gesundheitliche Voraussetzungen.

Inwieweit ein geordnetes Elternhaus und fehlende Kontakte in die Bundesrepublik Deutschland in der Anfangszeit der KJS eine Rolle spielten, ist nicht genau bekannt. Später waren Westverwandtschaften der Schüler ein diskriminierendes Ausschlusskriterium für den Besuch einer KJS. Man nahm in Kauf, dass selbst hochtalentierten Kindern und Jugendlichen die Möglichkeit genommen wurde, sich zu einem Spitzensportler zu entwickeln. Demgegenüber ist nicht bekannt, dass die Zugehörigkeit der Eltern zu einer bestimmten Klasse oder Schicht (Arbeiterklasse, Intelligenz, Bauernschaft) ein Kriterium war, um den Sportlern den Zugang zur KJS zu verwehren. Dies wäre bei der Aufnahme zur „normalen“ Oberschule zu dieser Zeit der Fall gewesen.
Übersicht über die damaligen KJS (Stand 1962)
| Sitz der KJS        | Bezirk          | Sportschwerpunkt (Stand 1963)                                                                          | kooperierender Sportklub                                                                                  | Anmerkung                                          |
| ------------------- | --------------- | --- | --- | -------------------------------------------------- |
| Anklam              | Neubrandenburg  | Leichtathletik, Kanusport, Rudern                                                                      | 1955–1960 BSG Lok Anklam 1960–1961 ASK Vorwärts Neubrandenburg 1961–1965 BSG Lok Anklam                   | 1954 gegründet 1965 Umzug nach Neubrandenburg      |
| Rostock             | Rostock         | Leichtathletik, Schwimmen, Turnen                                                                      | 1953–1957 BSG Motor und BSG Empor Rostock ab 1957 SC Empor Rostock                                        | 1953 gegründet                                     |
| Güstrow             | Schwerin        | Leichtathletik, Schwimmen, Fußball, Handball, Turnen                                                   | 1954–1964 BSG Einheit und BSG Lok Güstrow                                                                 | 1954 gegründet 1973 Umzug nach Schwerin            |
| Brandenburg (Havel) | Potsdam         | Leichtathletik, Schwimmen, Turnen, Moderner Fünfkampf (ab 1961)                                        | 1954–1959 BSG Einheit und BSG Motor Süd Brandenburg 1961–1969 SC Potsdam 1959–1966 ASK Vorwärts Berlin II | 1952 gegründet 1973 Umzug nach Potsdam             |
| Magdeburg           | Magdeburg       | Leichtathletik, Schwimmen, Wasserball, Wasserspringen, Turnen                                          | SC Magdeburg                                                                                              | 1953 gegründet                                     |
| Frankfurt (Oder)    | Frankfurt/Oder  | Leichtathletik, Moderner Fünfkampf, Turnen                                                             | SC Frankfurt/Oder                                                                                         | 1954 gegründet                                     |
| Berlin              | Berlin          | Leichtathletik, Schwimmen, Fechten, Wasserspringen, Wasserball, Turnen, Radsport, Basketball           | TSC und SC Dynamo Berlin                                                                                  | 1952 gegründet spätere KJS Heinrich Rau            |
| Berlin              | Berlin          | Eiskunstlauf, Eisschnelllauf, Eishockey                                                                | TSC und SC Dynamo Berlin                                                                                  | KJS Werner Seelenbinder                            |
| Berlin              | Berlin          | Rudern, Kanu                                                                                           | TSC Berlin                                                                                                | Spezialklassen an einer Oberschule in Köpenick     |
| Luckenwalde         | Potsdam         | Ringen, Schwimmen                                                                                      | SC Dynamo Berlin                                                                                          | 1953 gegründet                                     |
| Halberstadt         | Magdeburg       | Schwimmen, Leichtathletik                                                                              | SC Magdeburg                                                                                              | 1952 gegründet                                     |
| Nordhausen          | Erfurt          | Schwimmen, Leichtathletik                                                                              | BSG Aktivist Nordhausen BSG Lokomotive Nordhausen SC Turbine Erfurt                                       | 1954 gegründet 1967 Angliederung an die KJS Erfurt |
| Hettstedt           | Halle           | | | 1954 gegründet 1963 Auflösung                      |
| Leipzig             | Leipzig         | Leichtathletik, Schwimmen, Fechten, Wasserspringen, Wasserball, Turnen, Moderner Fünfkampf, Volleyball | SC Leipzig und SC DHfK                                                                                    | 1952 gegründet                                     |
| Forst               | Cottbus         | Leichtathletik, Turnen                                                                                 | SC Cottbus                                                                                                | 1954 gegründet 1963 Verschmelzung mit KJS Cottbus  |
| Cottbus             | Cottbus         | | SC Cottbus                                                                                                |                                                    |
| Halle               | Halle           | Leichtathletik, Schwimmen, Fußball, Basketball, Turnen                                                 | SC Chemie Halle                                                                                           | 1955 gegründet                                     |
| Bad Blankenburg     | Gera            | Leichtathletik, Hockey, Turnen                                                                         | SG Dynamo Bad Blankenburg SC Motor Jena                                                                   | 1955 gegründet 1979 Umzug nach Jena                |
| Erfurt              | Erfurt          | Leichtathletik, Schwimmen, Eishockey                                                                   | SC Turbine Erfurt                                                                                         |                                                    |
| Zella-Mehlis        | Suhl            | Skisport, Ringen                                                                                       | SC Motor Zella-Mehlis                                                                                     |                                                    |
| Meiningen           | Suhl            | | | 1963 aufgelöst                                     |
| Klingenthal         | Karl-Marx-Stadt | Skisport                                                                                               | SC Dynamo Klingenthal                                                                                     | 1955 gegründet                                     |
| Karl-Marx-Stadt     | Karl-Marx-Stadt | Leichtathletik, Schwimmen, Fußball, Wasserspringen, Eiskunstlauf, Turnen                               | SC Karl-Marx-Stadt                                                                                        | 1953 gegründet                                     |
| Dresden             | Dresden         | Leichtathletik, Schwimmen, Fechten, Wasserspringen, Eiskunstlauf, Turnen, Kanurennsport                | SC Einheit Dresden                                                                                        | 1954 gegründet                                     |

## Entwicklung
1953 wurde die Gründung von Sportschulen weiter vorangetrieben. Gemäß der Verordnung des DDR-Ministerrates Nr. 60/1953 S. 657 wurde das Ministerium für Volksbildung veranlasst, in allen Bezirken der DDR eine KJS zu bilden. Im Schuljahr 1953/54 wurde die allgemeine sportliche Ausbildung der Kinder und Jugendlichen in den Schulen der DDR zwar insofern aufgewertet, dass man Sport zum Hauptfach. Dennoch blieb die Zahl der obligatorischen Sportstunden auf zwei Stunden pro Woche beschränkt. Folgerichtig war demnach die Sportentwicklung in den KJS zu konzentrieren.
Nach und nach begannen sich die Sportschulen im Gesamtsystem des Bildungssystems zu konsolidieren. Die 3. Durchführungsbestimmung zur Verordnung (VO) über die körperliche Erziehung an den allgemeinbildenden Schulen (Arbeit der Kinder- und Jugendsportschulen), 1955 vom Ministerium für Volksbildung herausgegeben, trug wesentlich dazu bei. Diese VO beauftragte die KJS mit der Förderung junger Leistungssportler und schrieb zugleich den allgemeinbildenden Charakter der Schulen fest. Mit dieser VO wurden auch die Aufnahmebedingungen für die KJS präzisiert. Bis dahin war auch eine Einschulung in die erste Klasse einer Sportschule möglich. Bis zur vierten Klasse unterschieden sich die sportlichen Anforderungen an die Sportschüler nur unwesentlich von den übrigen Grundschulen. Erst Ende der vierten Klasse schlug eine Lehrerkonferenz sportlich geeignete Schüler der KJS und anderer Schulen des Einzugsgebietes für den weiteren Besuch der KJS vor. Nach einem Gutachten des Sportarztes und des Lehrers für Körpererziehung sowie der Einverständniserklärung der Erziehungsberechtigten erfolgte die Zulassung durch den Rat des Kreises, Abteilung Volksbildung. Ab 1955, mit Inkrafttreten der 3. Durchführungsbestimmung zur Verordnung über die körperliche Erziehung an den allgemeinbildenden Schulen, sollten fortan nur Schüler mit guten schulischen und besonderen sportlichen Leistungen aufgenommen werden. Voraussetzung war, dass die Eltern einen Aufnahmeantrag (5.–8. Klasse) beim Direktor bis zum 15. Januar des Jahres abgeben mussten. Dieser veranlasste die amtsärztliche Untersuchung der Schüler, ergänzte die schulische, sportliche und gesellschaftliche Leistung und leitete den Antrag bis zum 15. Februar direkt an den KJS-Direktor weiter. Dort entschied eine Auswahlkommission über die Aufnahme der Schüler und teilte den Eltern bis zum 15. März die Entscheidung mit.
Mit Beschluss vom 6. Juni 1963 steckte das Zentralkomitee der SED Ziele und Strukturen der KJS neu fest, da sowohl die Schülerinnen und Schüler sich nicht wunschgemäß steigerten als auch die Lehrkräfte teilweise nicht die gewünschten Fähig- und Fertigkeiten entwickelten, um die Sportler zu Höchstleistungen zu führen.
Die im Beschluss neu definierte Aufgabe, Unterricht und Training optimal zu koordinieren, und die Festlegung, dass die Sportclubs künftig für die Trainingsinhalte verantwortlich waren, führten zur örtlichen Zusammenlegung von KJS und Sportclubs. Meist arbeiteten die KJS mit einem oder mehreren Sportclubs zusammen oder waren diesen sogar angeschlossen.
Die medizinische Betreuung der Schüler, ihre sportartengerechte Verpflegung und die Unterbringung in Internaten waren ebenfalls Anliegen des Beschlusses. Seit Anfang der 1970er Jahre wohnten über 50 % der Schülerinnen und Schüler in KJS-eigenen Internaten. Jeder Schule waren ein Arzt und eine Krankenschwester zugeteilt. Eine sportärztliche Untersuchung fand für jeden Nachwuchssportler einmal im Jahr statt.
Besonders die Sommersportarten Boxen, Fechten, Fußball, Gerätturnen, Handball, Judo, Kanurennsport, Leichtathletik, Radsport, Rhythmische Sportgymnastik, Ringen, Rudern, Schwimmen, Segeln, Volleyball und Wasserspringen wurden gefördert. Als die Wichtigkeit der Wintersportarten wuchs, wurden zunehmend auch Biathlon, Bob, Eiskunstlauf, Eisschnelllauf, Nordische Kombination, Rodeln, Skilanglauf und Skispringen unterstützt. Die Förderung der Sportarten richtete sich wie im gesamten DDR-Sport vor allem an den olympischen Sportarten aus. So fielen beispielsweise Feldhandball, Wildwasserkanu und Moderner Fünfkampf trotz beachtlicher internationaler Erfolge aus der Nachwuchsförderung heraus.
1989 gab es 25 Kinder- und Jugendsportschulen (nach Schüleranzahl 1989 geordnet: in Berlin (4), Leipzig (2), Dresden, Halle, Rostock, Karl-Marx-Stadt (2), Potsdam, Erfurt, Frankfurt (Oder), Magdeburg, Jena, Schwerin, Oberhof, Cottbus, Neubrandenburg, Oberwiesenthal, Klingenthal, Luckenwalde, Altenberg und Zella-Mehlis) mit über 10.000 Schülerinnen und Schülern. Etwa 1460 Lehrkräfte unterrichteten diese an den Schulen. Mehr als 430 Erzieherinnen und Erzieher gestalteten die Freizeit- und Erziehungsaktivitäten in den Internaten. Nahezu alle Teilnehmer der DDR-Olympiamannschaften von 1988 in den Winter- und Sommersportarten haben ihren schulischen Werdegang in einer KJS absolviert.
Übersicht über die KJS  (Stand 1989)
| Sitz der KJS                | Ehrenname                     | Bezirk           | Sportschwerpunkt | kooperierender Sportklub                               | Anmerkung |
| --------------------------- | ----------------------------- | ---------------- | --- | ------------------------------------------------------ | --- |
| Neubrandenburg              | Wilhelm Pieck                 | Neubrandenburg   | Kanurennsport, Leichtathletik | SC Neubrandenburg                                      | 1965 von Anklam verlagert                                                                                          |
| Rostock                     |                               | Rostock          | Leichtathletik, Schwimmen, Turnen, Wasserspringen, Fußball, Handball, Segeln, Rudern, Kanurennsport                                    | SC Empor Rostock ASK Vorwärts Rostock FC Hansa Rostock | |
| Schwerin                    | Hermann Matern                | Schwerin         | Leichtathletik, Volleyball, Boxen, Segeln                                                                                              | SC Traktor Schwerin                                    | 1973 von Güstrow verlagert                                                                                         |
| Potsdam                     | Friedrich Ludwig Jahn         | Potsdam          | Schwimmen, Leichtathletik, Turnen, Rudern, Kanurennsport, Fechten                                                                      | ASK Vorwärts Potsdam SG Dynamo Potsdam                 | 1974 Außenstelle Potsdam der KJS Brandenburg/Havel 1977 komplette Verlagerung der KJS nach Potsdam                 |
| Magdeburg                   | Gerhard Steinig               | Magdeburg        | Leichtathletik, Schwimmen, Fußball, Handball, Rudern, Kanurennsport                                                                    | SC Magdeburg 1. FC Magdeburg                           | |
| Frankfurt (Oder)            | Fritz Lesch                   | Frankfurt (Oder) | Boxen Judo, Handball, Gewichtheben, Fußball, Radsport, Ringen, Sportschießen                                                           | ASK Vorwärts Frankfurt/Oder FC Vorwärts Frankfurt/Oder | |
| Berlin                      | Ernst Grube                   | Berlin           | Eiskunstlauf, Eisschnelllauf, Schwimmen, Wasserspringen, Volleyball, Handball, Radsport Gewichtheben, Turnen, Leichtathletik           | TSC Berlin                                             | 1963 Außenstelle der KJS Werner Seelenbinder ab 1964 Eigenständigkeit als KJS                                      |
| Berlin                      | Paul Gesche (KJS Wassersport) | Berlin           | Rudern, Kanurennsport, Fußball, Segeln                                                                                                 | SC Berlin-Grünau 1. FC Union Berlin                    | 1962–1967 Außenstelle der KJS Werner Seelenbinder ab 1967 eigenständige KJS                                        |
| Berlin                      | Heinrich Rau (KJS Eissport)   | Berlin           | Eiskunstlauf, Eisschnelllauf, Eishockey, Turnen, Fechten, Handball, Radsport                                                           | SC Dynamo Berlin                                       | 1962 Ausgründung aus der KJS Werner-Seelenbinder                                                                   |
| Berlin                      | Werner Seelenbinder           | Berlin           | Schwimmen, Leichtathletik, Judo, Fußball, Sportschießen, Boxen, Volleyball                                                             | SC Dynamo Berlin SC Dynamo Hoppegarten BFC Dynamo      | |
| Luckenwalde                 | Max Christiansen-Clausen      | Potsdam          | Ringen, Schwimmen | SG Dynamo Luckenwalde                                  | |
| Leipzig                     | Ernst Thälmann                | Leipzig          | Sportschießen, Kanurennsport, Rudern, Radsport, Wasserspringen, Leichtathletik, Schwimmen, Handball                                    | SC DHfK Leipzig GST-Club Schießen Leipzig              | |
| Leipzig                     | Rudolf Friedrichs             | Leipzig          | Fußball, Ringen, Volleyball, Handball, Fechten, Judo, Rhythmische Sportgymnastik, Turnen                                               | SC Leipzig 1. FC Lok Leipzig                           | 1985 Ausgründung als eigenständige KJS                                                                             |
| Cottbus                     | Wladimir Komarow              | Cottbus          | Turnen, Radsport, Leichtathletik, Boxen                                                                                                | SC Cottbus                                             | 1970 Außenstelle Cottbus der KJS Forst Verlegung der KJS nach Cottbus                                              |
| Halle (Saale)               | Friedrich Engels              | Halle            | Leichtathletik, Wasserspringen, Schwimmen, Turnen, Fußball, Ringen, Rudern, Boxen, Rhythmische Sportgymnastik                          | SC Chemie Halle HFC Chemie                             | |
| Jena                        | Werner John                   | Gera             | Leichtathletik, Fechten, Ringen, Fußball, Turnen                                                                                       | SC Motor Jena FC Carl Zeiss Jena                       | ab 1971 Außenstelle Jena der KJS Bad Blankenburg 1979 Verlagerung der kompletten KJS von Bad Blankenburg nach Jena |
| Gera (Außenstelle von Jena) | Werner John                   | Gera             | Boxen, Fußball, Radsport | SG Wismut Gera                                         | ab 1969 Trainingsstützpunkt an einer POS mit Sportklassen ab 1978 offizielle Außenstelle                           |
| Erfurt                      | Fritz Noack                   | Erfurt           | Leichtathletik, Schwimmen, Eisschnelllauf, Fußball, Eiskunstlauf, Radsport                                                             | SC Turbine Erfurt FC Rot-Weiß Erfurt                   | |
| Zella-Mehlis                | Paul Harras                   | Suhl             | Ringen, Sportschießen | SC Motor Zella-Mehlis GST-Club Schießen Suhl           | |
| Oberhof                     | Karl Marx                     | Suhl             | Skilanglauf, Skispringen, Nordische Kombination, Rennschlittensport, Biathlon, Bobsport                                                | ASK Vorwärts Oberhof SC Motor Zella-Mehlis             | ab 1965 Trainingsstützpunkt an einer POS 1973 Außenstelle der KJS Zella-Mehlis ab 1979 eigenständige KJS           |
| Klingenthal                 | Feliks Dzierzynski            | Karl-Marx-Stadt  | Skilanglauf, Skispringen, Nordische Kombination                                                                                        | SC Dynamo Klingenthal                                  | |
| Oberwiesenthal              | Sigmund Jähn                  | Karl-Marx-Stadt  | Skilanglauf, Skispringen, Rennrodeln, Nordische Kombination                                                                            | SC Traktor Oberwiesenthal                              | ab 1962 Sportklassen an einer POS ab 1965 eigenständige KJS                                                        |
| Karl-Marx-Stadt             | Emil Wallner                  | Karl-Marx-Stadt  | Leichtathletik, Gewichtheben, Fußball, Schwimmen, Turnen, Radsport, Boxen                                                              | SC Karl-Marx-Stadt FC Karl-Marx-Stadt                  | |
| Karl-Marx-Stadt             | Eislauf (Ernst Thälmann ?)    | Karl-Marx-Stadt  | Eiskunstlauf, Eisschnelllauf | SC Karl-Marx-Stadt                                     | 1973 Ausgründung als eigenständige KJS                                                                             |
| Dresden                     | Artur Becker                  | Dresden          | Schwimmen, Leichtathletik, Turnen, Wasserspringen, Eiskunstlauf, Fechten, Kanurennsport, Rudern, Eisschnelllauf, Fußball, Gewichtheben | SC Einheit Dresden SG Dynamo Dresden                   | siehe Kinder- und Jugendsportschule „Artur Becker“                                                                 |
| Altenberg                   | Richard Sorge                 | Dresden          | Biathlon, Rennschlittensport | SG Dynamo Zinnwald                                     | 1977 eröffnet |

## Aufgaben
Den sportlichen Höchstleistungen war an den KJS alles andere untergeordnet:
- Der Sportunterricht wurde ab den 1970er Jahren an diesen Schulen in der Regel zugunsten des Trainings in den jeweiligen Sportarten gestrichen.
- Die Klassen der KJS waren ab den 1970er Jahren zumeist sportartenspezifisch zusammengesetzt. Somit konnte der Stundenplan mit dem Trainingsplan der Sportler abgestimmt werden. Ein zweimaliges Training pro Tag war von Montag bis Freitag die Regel, zum Teil konnte auch eine dritte Trainingseinheit (als Ausgleichs- oder Entspannungssport) realisiert werden. Die erste Trainingseinheit konnte dabei auch schon früh vor der eigentlichen Schule stattfinden, die dann später anfing. Auch sonnabends wurde meist noch einmal trainiert, da der Sonnabend in der DDR bis zum Ende ein Unterrichtstag blieb.
- In oberen Klassen erfolgte oftmals eine zeitliche „Streckung“ des Unterrichts, z. B. konnte das Abitur in drei Jahren, anstatt in den in der DDR üblichen zwei Jahren, abgelegt werden.
- Schulzeitverlängerungen waren auch in den Klassenstufen 8 bis 10 für Schüler in bestimmten Sportarten (Eiskunstlauf, Gerätturnen, Rhythmische Sportgymnastik, Schwimmen und Wasserspringen) möglich.
- „National-Kader“ (Angehörige der Nationalmannschaft) konnten Einzelunterricht erhalten, wenn der Trainingsumfang ein Erreichen der Unterrichtsziele in anderen Unterrichtsformen nicht zuließ.

Für die Schülerinnen und Schüler war die Mitgliedschaft in der FDJ Pflicht. Bei politischem Fehlverhalten erfolgten erzieherische Maßnahmen bis zum Abbruch der Förderung, auch trotz guter Leistungen. Selbst Kinder, die im nahen Umfeld wohnten, wurden zum Wohnen im Internat gedrängt, um sie vollständig kontrollieren zu können. Mit dem Einzug war eine Schweigeverpflichtung zu unterschreiben, die auch gegen die Eltern galt. Zwischen den Trainern, Lehrkräften und sonstigen Mitarbeitern der KJS gab es eine stark institutionalisierte Kooperation und Information. Mit der Delegierung an eine KJS begann eine systematische Überwachung durch das MfS, die dazu auch IM unter den Jugendlichen einsetzte.

## Regelaufnahmealter
Die Klassenstufe der Aufnahme für die Schüler war für die einzelnen Sportarten gestaffelt und richtete sich nach dem Höchstleistungsalter und dem notwendigen Trainingsaufbau in der jeweiligen Sportart.
| Klassenstufe 1:        | Eiskunstlauf                                                                      |
| Klassenstufe 3:        | Turnen                                                                            |
| Klassenstufe 4:        | Wasserspringen                                                                    |
| Klassenstufe 5:        | Schwimmen weiblich                                                                |
| Klassenstufe 6:        | Schwimmen männlich                                                                |
| Klassenstufen 7 und 8: | Leichtathletik, Ski-nordisch (Skilanglauf, Skispringen und Nordische Kombination) |
| Klassenstufe 8:        | alle anderen Sportarten                                                           |

Eine vorherige Einschulung war nur im Rahmen einer von einem Verband vorgenommenen Versuchseinschulung in einer Sportart möglich. Diese diente der Evaluierung, ob eine frühere Einschulung der Kinder eine signifikante Leistungssteigerung im Höchstleistungsalter zur Folge hatte. So wurden beispielsweise 1980 vier Ruderinnen in eine 7. Klasse der KJS in Potsdam eingeschult. Für Sportler, deren Talent sich erst nach dem Regelaufnahmealter entwickelte, war eine Aufnahme auf die KJS auch in einer höheren Klassenstufe jederzeit möglich. Die Aufnahmezahl blieb jedoch deutlich hinter derjenigen der Regelaufnahme zurück.

## Wissenschaftliche Rezeption
In der Sportgeschichte waren die Kinder- und Jugendsportschulen lange ein „weißer Fleck“.
Die erste wissenschaftliche Arbeit zu diesem Thema wurde die 2012 von René Wiese verfasste Dissertation Kaderschmieden des Sportwunderlandes. Wiese kommt dort zu dem Fazit, dass dieses Schulmodell in einem demokratischen Staatswesen unmöglich durchzusetzen wäre. Der überragende Erfolg der KJS sei „nur unter den sowohl dirigistischen wie auch repressiven Bedingungen des DDR-Sportsystems möglich“ gewesen. Die Geschichte der KJS beschreibt er in vier Epochen:
1. Der teils chaotisch verlaufenden Anfangsphase in den Jahren 1950–1957 sei
2. die Phase einer leistungssportlichen Ausrichtung bis 1968 gefolgt.
3. Organisatorisch und strukturell habe das System seine volle Blüte in der Ära zwischen 1969 und 1980 erreicht,
4. danach seien nur noch Feinjustierungen vorgenommen worden.

Die höchst differenzierte Ausgestaltung der KJS-Schulen nach olympischen Sportarten nach 1968 sei erst nach der Synchronisierung der verschiedenen Institutionen und durch enorme finanzielle Anstrengungen möglich geworden.
Das Land Mecklenburg-Vorpommern stellt seit 2016 Forschungsstipendien zur Aufarbeitung des Zwangsdopings im DDR-Sport und an Kinder- und Jugendsportschulen bereit.

## Entwicklung nach der Wende
Die ehemaligen KJS wurden nach der deutschen Wiedervereinigung zu Gesamtschulen oder Gymnasien mit sportlichem Schwerpunkt umstrukturiert und weitergeführt. Viele Schulen erlebten einen Einbruch sowohl inhaltlicher als auch personeller Art. Teilweise gab es in einer Jahrgangsstufe nur noch eine einzige Sportklasse, die unter Umständen mit „normalen“ Schülerinnen und Schülern aufgefüllt werden musste, da notwendige Mindestklassenstärken nicht mehr erreicht wurden.
Viele der Spezialschulen sind heute wieder in der Lage, mehrere Klassen pro Jahrgangsstufe als Sportleistungsklassen zu führen. Teilweise wurde auch eine Trennung nach Sportarten wieder eingeführt. 21 ehemalige KJS haben sich als eine der 43 „Eliteschulen des Sports“ in der Sport- und Schullandschaft in der Bundesrepublik Deutschland etablieren können und belegen mit ihren Schulmannschaften bei den Wettbewerben „Jugend trainiert für Olympia“ vordere Plätze bei den Bundesfinalwettbewerben.

### Links zu Sportgymnasien/Sportschulen, welche aus den KJS hervorgegangen sind

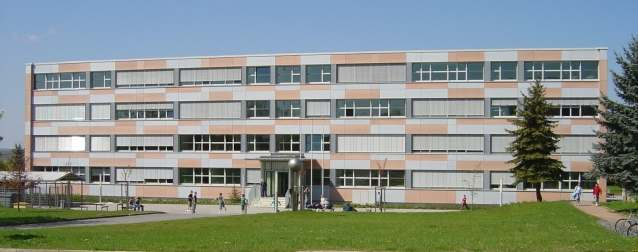
Sportgymnasium Chemnitz

- „Glückauf“-Gymnasium Altenberg: Website (ehem. KJS Richard Sorge)
- Schul- und Leistungssportzentrum Berlin: Website (aus KJS Werner Seelenbinder, KJS Heinrich Rau und KJS Ernst Grube)[10]
- Flatow-Oberschule Berlin-Köpenick: Website (ehem. KJS Paul Gesche)
- Sportgymnasium Chemnitz: Website (aus KJS Emil Wallner und KJS Ernst Thälmann)
- Lausitzer Sportschule Cottbus: Website
- Sportgymnasium Dresden: Website (ehem. KJS Artur Becker)
- Pierre-de-Coubertin-Gymnasium Erfurt: Website
- Sportschule Frankfurt (Oder): Website
- Sportgymnasium Halle (Saale) und Sportsekundarschule Halle: Websites
- Sportgymnasium „Johann Christoph Friedrich GutsMuths“ Jena: Website
- Sportgymnasium Klingenthal: Website
- Sächsisches Landesgymnasium für Sport Leipzig: Website (aus KJS Ernst Thälmann und KJS Rudolf Friedrichs)
- Friedrich-Ludwig-Jahn-Oberschule „Oberschule mit Sportbetonung“ Luckenwalde: Website
- Sportgymnasium Magdeburg: Website
- Sportgymnasium Neubrandenburg: Website (ehem. KJS Wilhelm Pieck, zuerst in Anklam)
- Sportgymnasium Oberhof: Website
- Landkreisgymnasium St. Annen, Außenstelle Oberwiesenthal: Website
- Sportschule Potsdam „Friedrich Ludwig Jahn“: Website
- CJD Jugenddorf-Christophorusschule Rostock: Website (ehem. KJS Rostock-Hansaviertel)
- Sportgymnasium Schwerin: Website (ehem. KJS Schwerin[11])

### Ergänzende Informationen
- Nils Hoffmann: Der Ausbau der Kinder- und Jugendsportschulen (KJS) der DDR unter besonderer Betrachtung des Konflikts um einen „humaneren Kinderhochleistungssport“ zwischen dem Ministerium für Volksbildung und dem DTSB (PDF, 1,3 MB; Universität Mainz)
- Überblick über die Entwicklung der Kinder- und Jugendsportschulen von Horst Röder, bis 1989 Vizepräsident des DTSB der DDR